# میلدنهال، ویلتشر
میلدنهال (به انگلیسی: Mildenhall) یک روستا و محله مدنی در بریتانیا است که در ویلتشر واقع شده‌است. میلدنهال ۴۷۷ نفر جمعیت دارد.